# مکس میفیلد
مکس میفیلد (انگلیسی: Max Mayfield؛ زادهٔ ۱۹ سپتامبر ۱۹۴۸) یک هواشناس اهل ایالات متحده آمریکا است.